# Tess dos d'Urbervilles
Tess dos d'Urbervilles: Uma Mulher Pura (em inglês: Tess of the d'Urbervilles: A Pure Woman) é o décimo segundo romance publicado do autor inglês Thomas Hardy. Apareceu inicialmente em uma versão censurada e serializada, publicada pelo jornal ilustrado britânico The Graphic em 1891, depois em forma de livro em três volumes em 1891, e como um único volume em 1892. Embora agora seja considerado um grande romance do século XIX, Tess dos d'Urbervilles recebeu críticas mistas quando apareceu pela primeira vez, em parte porque desafiava a moral sexual do final da Inglaterra vitoriana.
O romance se passa em uma Inglaterra rural empobrecida, a Wessex fictícia de Thomas Hardy.

## Enredo

### A Donzela
Tess Durbeyfield, uma camponesa de 16 anos, é a filha mais velha de John Durbeyfield, um pechincha, e de sua esposa Joan. Quando o pároco local diz a John que "Durbeyfield" é uma corruptela de "D'Urberville" e que ele é descendente de uma antiga família normanda, John comemora ficando bêbado. Tess vai ao mercado na casa do pai, mas adormece nas rédeas; a carroça bate e o único cavalo da família morre. Sentindo-se culpada, ela concorda em visitar a Sra. d'Urberville, uma viúva rica, para "reivindicar parentes", sem saber que o falecido marido da viúva, Simon Stoke, adotou o sobrenome para se distanciar de suas raízes de comerciante.
Alec d'Urberville, o filho, sente-se atraído por Tess e consegue para ela um emprego como criadora de aves de sua mãe. Tess resiste às atenções manipuladoras de Alec. Uma noite, com o pretexto de resgatá-la de uma briga, Alec a leva em seu cavalo para um local remoto, e fica implícito que ele a estupra.

### Donzela Não Mais
No verão seguinte, Tess dá à luz um menino doente. Incapaz de encontrar um pároco preparado para batizar uma criança nascida fora do casamento, Tess tenta fazer isso sozinha, batizando seu filho moribundo de Sorrow.

### A Recuperação
Alguns anos depois, Tess encontra emprego como leiteira na Talbothays Dairy, onde seu passado é desconhecido. Ela se apaixona por Angel Clare, um aprendiz de cavalheiro fazendeiro que está estudando administração de laticínios.

### A Consequência

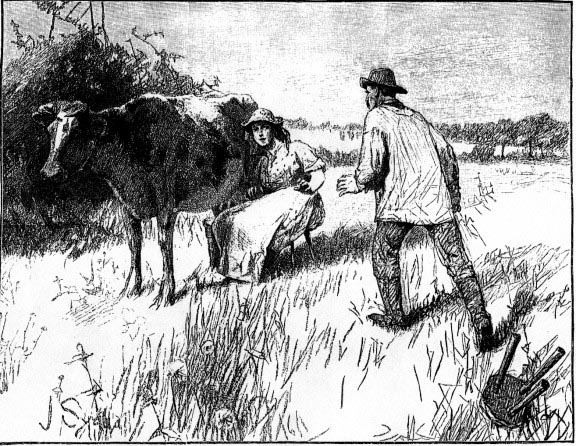
"Ele pulou da cadeira... e foi rapidamente em direção ao desejo de seus olhos." Ilustração de 1891 por Joseph Syddall

O pai de Angel, James Clare, um clérigo, fica surpreso que seu filho deseje se casar com uma leiteira, mas não faz objeções, entendendo que Tess é uma donzela do campo pura e devota.
Sentindo que não tem escolha a não ser esconder seu passado, Tess reluta em aceitar a proposta de casamento de Angel, mas acaba concordando. Mais tarde, ela tenta várias vezes contar a Angel sobre sua história, mas ele diz que eles podem compartilhar confidências após o casamento.
O casal passa a noite de núpcias em uma antiga mansão d'Urberville. Quando Angel confessa que uma vez teve um breve caso com uma mulher mais velha, Tess conta a ele sobre Alec, certa de que agora ele entenderá e perdoará.

### A Mulher Paga
Angel fica horrorizado. Tess não é a donzela pura que ele pensava que ela era, embora admita que ela foi "mais pecada" do que pecadora, ele sente que a "falta de firmeza" dela equivale a uma falha de caráter. O casal se separa depois de alguns dias. Tess volta para casa enquanto Angel viaja para o Brasil para tentar cultivar lá.
A família de Tess logo esgota os fundos que Angel lhe deu, e ela é forçada a trabalhar no campo na fazenda de acres improdutivos de Flintcomb-Ash.

### O Convertido
Alec d'Urberville continua perseguindo Tess embora ela já seja casada. Quando Tess descobre por sua irmã mais nova, 'Liza-Lu, que seus pais estão doentes, ela corre para casa. Sua mãe se recupera, mas seu pai morre e a família carente é expulsa de casa. Alec diz a Tess que seu marido nunca mais voltará e se oferece para abrigar os Durbeyfields em sua propriedade. Ela recusa.
O empreendimento agrícola de Angel fracassa, ele se arrepende do tratamento dispensado a Tess e decide retornar à Inglaterra.

### Realização
Após uma longa busca, Angel encontra Tess elegantemente vestida e morando em uma hospedaria no elegante resort à beira-mar de Sandbourne, sob o nome de "Sra. d'Urberville". Angustiada, Tess diz que ele chegou tarde demais. Angel sai relutantemente.
Tess e Alec discutem e Tess sai de casa. Sentada em sua sala, embaixo dos quartos alugados dos d'Urbervilles, a senhoria percebe uma mancha vermelha se espalhando – uma mancha de sangue – no teto. Tess esfaqueou Alec até a morte em sua cama.
Tess persegue Angel e conta a ele sobre o que aconteceu. O casal encontra uma casa vazia e fica lá por cinco dias em um isolamento feliz e amoroso antes de ser forçado a se mudar para escapar da captura. À noite, eles tropeçam em Stonehenge. Tess pede a Angel em casamento e que cuide de 'Liza-Lu quando ela se for. Ela dorme em um antigo altar de pedra. De madrugada, enquanto Tess dorme, Angel vê que eles estão cercados. As palavras finais de Tess ao acordar são "Estou pronta".
Angel e 'Liza-Lu olham para baixo às 8h de uma colina próxima sobre a cidade de Wintoncester enquanto uma bandeira preta que sinaliza a execução de Tess é hasteada sobre a prisão. Angel e 'Liza-Lu seguem seu caminho de mãos dadas.

## Personagens principais
- Tess Durbeyfield, protagonista do romance, uma garota do interior
- John e Joan Durbeyfield, pais de Tess
- Eliza Louisa ('Liza-Lu) Durbeyfield, a mais velha dos irmãos mais novos de Tess
- Angel Clare, futuro fazendeiro que se torna marido de Tess
- Alec Stoke-d'Urberville, sedutor/estuprador de Tess e pai de seu filho
- Sra. d'Urberville (ou Stoke-d'Urberville), mãe de Alec
- Marian, Izz Huett e Retty Priddle, leiteiras, amigas de Tess
- Reverendo e Sra. Clare, pais de Angel
- Reverendos Felix e Cuthbert Clare, irmãos de Angel
- Mercy Chant, professora com quem a família de Angel inicialmente espera que ele se case

## Simbolismo

### Temas

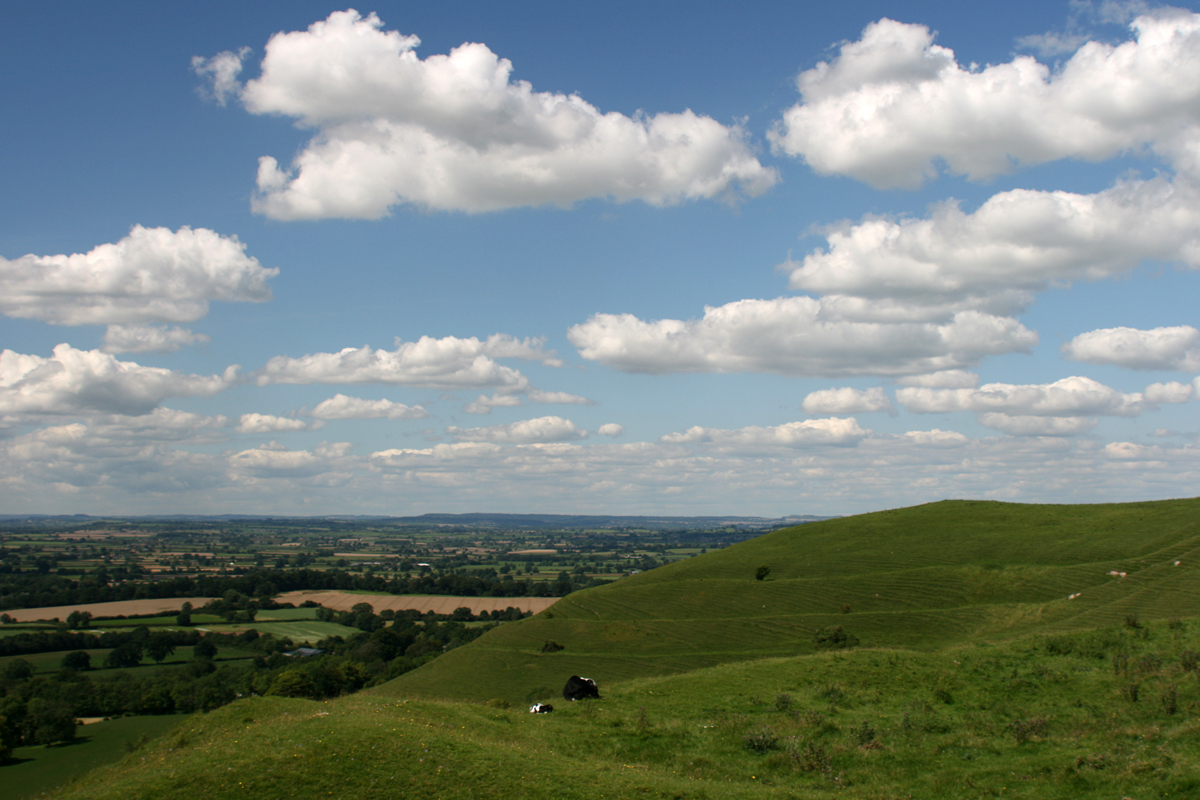
O Vale de Blackmore, cenário principal para Tess. Hambledon Hill em direção à Torre Stourton

A escrita de Hardy frequentemente explora o que ele chamou de "dor do modernismo", um tema notável em Tess, que, como observou um crítico, Hardy recorre a imagens associadas ao inferno para descrever as máquinas agrícolas modernas e sugere a natureza estéril da vida na cidade como o leite enviado para lá. deve ser diluído antes que as pessoas da cidade tenham estômago para isso.
Por outro lado, o crítico marxista Raymond Williams, em The English Novel from Dickens to Lawrence, questiona a identificação de Tess com um campesinato destruído pela industrialização. Williams vê Tess não como uma camponesa, mas como um membro educado da classe trabalhadora rural, que sofre uma tragédia ao ser frustrada em suas esperanças de ascensão social e no desejo de uma vida boa (que inclui amor e sexo), não pelo industrialismo, mas pela burguesia fundiária (Alec), pelo idealismo liberal (Angel) e pelo moralismo cristão na aldeia da sua família (ver Capítulo LI). Os comentaristas anteriores nem sempre foram gratos. Henry James e Robert Louis Stevenson em Bournemouth "adoravam falar sobre livros e livreiros. Stevenson, diferentemente de James, era um admirador de Thomas Hardy, mas escreveu a James expressando sua reação violenta a Tess dos D'Urbervilles; James respondeu concordando que o livro era 'vil' (palavra que não foi usada por Stevenson).

### Teatro

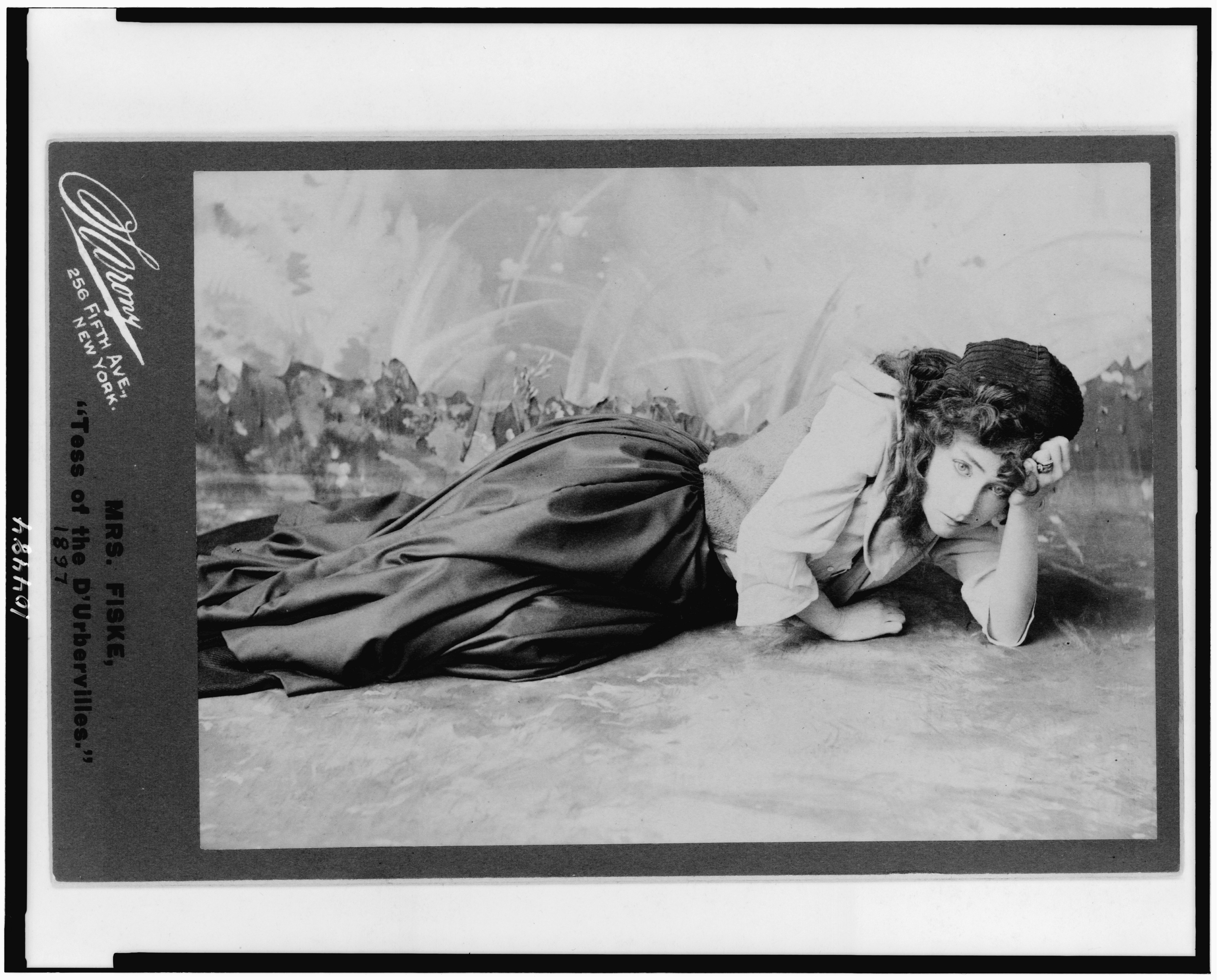
Sra. Fiske na adaptação teatral de Lorimer Stoddard de Tess of the d'Urbervilles (1897)